# Unione Sportiva Alessandria Calcio 1912 2008-2009
Questa pagina raccoglie i dati riguardanti l'Unione Sportiva Alessandria Calcio 1912 nelle competizioni ufficiali della stagione 2008-2009.

## Stagione
Nella stagione 2008-2009 l'Unione Sportiva Alessandria Calcio 1912 disputò il quattordicesimo campionato di Lega Pro Seconda Divisione (Serie C2) della sua storia.
Al ritorno tra i professionisti dopo cinque anni, disputò un campionato di buon livello. Malgrado la mancata doppia promozione diretta che, a un certo punto della stagione, sembrava ipotecata, il buon riscontro di questa stagione permise ai grigi di vedere accolta la domanda di ripescaggio in Prima Divisione. Fu anche la stagione del ritorno del pubblico al Moccagatta: si registrò infatti un'affluenza ben superiore anche rispetto a quella delle ultime stagioni in C1.
Confermati tra gli altri l'allenatore Salvatore Jacolino e la punta Fabio Artico, la campagna acquisti fu pensata per un ipotetico piazzamento tra le prime cinque classificate: gli ingaggi del difensore Cozza (dal Cittadella) e dell'esperto attaccante Pelatti (dalla Reggiana, via Spezia) proiettarono poi il club nel novero delle favorite alla vittoria del campionato. Le prestazioni di quei due nuovi acquisti furono poi da ritenersi sotto le aspettative, e sopperì a questo fatto l'ottimo rendimento di emergenti come Mateos e Schettino.
Al termine del girone d'andata, dopo la netta vittoria di Olbia, l'Alessandria si era dimostrata squadra solida, e poteva rallegrarsi del primo posto nel girone. A gennaio, dopo i primi passi falsi, la società optò per l'inaspettato esonero di Jacolino e per la richiesta di prestito alla Juventus del giovane centrocampista cubano Rodriguez. I cambiamenti tattici del neo-allenatore Foschi portarono solamente in parte miglioramenti nei risultati: da novembre ad aprile mancò l'appuntamento con la vittoria casalinga e perse terreno di fronte al grande ritorno del Varese, agganciato al primo posto nelle ultime giornate e poi promosso. Ormai stanca, la squadra grigia tentennò nei play-off di fronte all'Olbia e crollò infine negli ultimi minuti della finale di ritorno, persa al cospetto di un'altra illustre neopromossa, il Como. A compensare l'immeritata delusione vi fu l'inserimento della squadra grigia nel novero delle quattro ripescate in Prima Divisione, il 30 luglio: in due anni il club mandrogno passò così dalla quinta alla terza serie nazionale.

## Divise e sponsor
Il fornitore ufficiale di materiale tecnico per la stagione 2008-09 fu Joma, mentre gli sponsor di maglia furono Happy Tour (in Coppa Italia e nel girone d'andata) e Alegas (per tutta la seconda parte della stagione).
| 1ª divisa | 2ª divisa | 3ª divisa |

## Organigramma societario
Area direttiva
- Presidente: Gianni Bianchi
- Consiglieri: Roberto Barabino, Enrico Cozzo e Mauro Lombardi

Area organizzativa
- Segretario sportivo e Team Manager: Gabriele Marzocchi
- Segretaria: Claudia Carrega
- Addetto all'arbitro: Ivo Anselmo
- Biglietteria: Giuseppe Depiaggia

Area comunicazione
- Addetto stampa: Alessandro Trisoglio

Area tecnica
- Direttore sportivo: Stefano Braghin
- Allenatore: Salvatore Jacolino, dal 21 gennaio Luciano Foschi
- Allenatore in seconda: Lorenzo Gavazza (fino al 20 gennaio)
- Preparatore atletico: Mario Buzzi Langhi
- Preparatore dei portieri: Stefano Borla

Area sanitaria
- Responsabile: Biagio Polla
- Medico sociale: Elena Bellinzona
- Massofisioterapista: Giuseppe Ciclista
- Collaboratori: Antonio Buggea, Massimo Labate, Renzo Orsi, Maria Chiara Rossi

## Rosa
| N. |                   | Ruolo | Calciatore                   |
| -- | ----------------- | ----- | ---------------------------- |
|    | Italia (bandiera) | P     | Alessandro Cicutti           |
|    | Italia (bandiera) | P     | Andrea Servili               |
|    | Italia (bandiera) | D     | Vincenzo Cammaroto           |
|    | Italia (bandiera) | D     | Simone Ciancio               |
|    | Italia (bandiera) | D     | Fabio Cozza                  |
|    | Italia (bandiera) | D     | Pasquale D'Aniello           |
|    | Italia (bandiera) | D     | Davide Galli                 |
|    | Italia (bandiera) | D     | Alberto Schettino            |
|    | Italia (bandiera) | D     | Giuseppe Zappella (capitano) |
|    | Italia (bandiera) | C     | Alec Bolla                   |
|    | Italia (bandiera) | C     | Mauro Briano                 |
|    | Italia (bandiera) | C     | Angelo Buglio                |

| N. |                   | Ruolo | Calciatore                  |
| -- | ----------------- | ----- | --------------------------- |
|    | Italia (bandiera) | C     | Matteo Longhi               |
|    | Italia (bandiera) | C     | Marcelo Mateos Aparicio     |
|    | Italia (bandiera) | C     | Giovanni Motta              |
|    | Cuba (bandiera)   | C     | Samon Reider Rodríguez      |
|    | Italia (bandiera) | C     | Manuel Scalise              |
|    | Italia (bandiera) | C     | Emanuele Volpara            |
|    | Italia (bandiera) | A     | Fabio Artico (vicecapitano) |
|    | Italia (bandiera) | A     | Daniele Buelli              |
|    | Italia (bandiera) | A     | Andrea Moretti              |
|    | Italia (bandiera) | A     | Matteo Pelatti              |
|    | Italia (bandiera) | A     | Daniele Rosso               |

## Calciomercato

### Sessione estiva
| Acquisti | Acquisti                | Acquisti   | Acquisti         |
| R.       | Nome                    | da         | Modalità         |
| -------- | ----------------------- | ---------- | ---------------- |
| P        | Alessandro Cicutti      | Biellese   | definitivo       |
| P        | Andrea Servili          | Südtirol   | definitivo       |
| D        | Simone Ciancio          | Sampdoria  | prestito         |
| D        | Fabio Cozza             | Cittadella | definitivo       |
| D        | Davide Galli            | Ivrea      | definitivo       |
| D        | Marcelo Mateos Aparicio | Venezia    | svincolato       |
| D        | Alberto Schettino       | Cuneo      | svincolato       |
| C        | Mauro Briano            | Lucchese   | definitivo       |
| C        | Giovanni Motta          | Ivrea      | definitivo       |
| C        | Manuel Scalise          | Lucchese   | definitivo       |
| C        | Emanuele Volpara        | Lucchese   | definitivo       |
| A        | Andrea Moretti          | Cesena     | prestito         |
| A        | Matteo Pelatti          | Spezia     | definitivo (0 €) |
| A        | Daniele Rosso           | Pro Patria | definitivo       |

| Cessioni | Cessioni                    | Cessioni         | Cessioni      |
| R.       | Nome                        | a                | Modalità      |
| -------- | --------------------------- | ---------------- | ------------- |
| P        | Luca Bonfiglio              | Sestese          | definitivo    |
| P        | Angelo Casadei              | Sorrento         | fine prestito |
| D        | Ruben Carini                | Pro Vercelli     | fine prestito |
| D        | Andrea Ciolli               | Juventus         | fine prestito |
| D        | Giulio Daleno               | Juventus         | fine prestito |
| D        | Giancarlo Dell'Erba         | Ciriè            |               |
| D        | Anderson de Carvalho Santos | Cuneo            | definitivo    |
| D        | Thomas Sofrà                | Spezia           | fine prestito |
| C        | Roberto Cretaz              | Pro Belvedere    | definitivo    |
| C        | Andrea Delbrocco            | Frosinone        | fine prestito |
| C        | Damiano Viscomi             | Aquanera Comollo | prestito      |
| A        | Federico Balestri           | Colligiana       | definitivo    |
| A        | Gianluca Falchini           | Novese           | definitivo    |
| A        | Marco Montante              | Acqui            | prestito      |

### Sessione invernale
| Acquisti | Acquisti               | Acquisti | Acquisti   |
| R.       | Nome                   | da       | Modalità   |
| -------- | ---------------------- | -------- | ---------- |
| D        | Pasquale D'Aniello     | Olbia    | definitivo |
| C        | Samon Reider Rodríguez | Juventus | prestito   |

| Cessioni | Cessioni       | Cessioni | Cessioni   |
| R.       | Nome           | a        | Modalità   |
| -------- | -------------- | -------- | ---------- |
| C        | Manuel Scalise | Olbia    | definitivo |

## Risultati

### Seconda Divisione

#### Girone di andata
| Arbitro: | Chericoni (Pisa) |

|  |           |           |
|  | Marcatori | 27’ Rosso |

| Arbitro: | Costantini (Perugia) |

|            |           |  |
| Artico 85’ | Marcatori |  |

| Arbitro: | Ballo (Trapani) |

|                                |           |                               |
| Bonomi 52’ (rig.) Marrazzo 88’ | Marcatori | 25’ (rig.) Artico 46’ Ciancio |

| Arbitro: | Peretti (Verona) |

|           |           |             |
| Rosso 48’ | Marcatori | 58’ Panizza |

| Arbitro: | Sguizzato (Verona) |

|  |           |           |
|  | Marcatori | 86’ Motta |

| Arbitro: | Manera (Castelfranco Veneto) |

|               |           |                   |
| Del Sante 61’ | Marcatori | 25’ (rig.) Buglio |

| Arbitro: | Tasso (La Spezia) |

|                      |           |              |
| Rosso 27’ Buelli 43’ | Marcatori | 5’ Semboloni |

| Arbitro: | Giacomelli (Trieste) |

|                  |           |           |
| Rosso 56’ (aut.) | Marcatori | 29’ Rosso |

| Alessandria 26 ottobre 2008, ore 14:30 CET 9ª giornata | Alessandria                       | 0 – 0 referto | Pavia | Stadio Giuseppe Moccagatta (2.200 spett.)\| Arbitro: \| Gallo (Barcellona Pozzo di Gotto) \| |
| Arbitro:                                               | Gallo (Barcellona Pozzo di Gotto) |               |       |                                                                                              |

| Arbitro: | De Benedictis (Bari) |

|            |           |            |
| Artico 16’ | Marcatori | 7’ Araboni |

| Arbitro: | D'Agostini (Empoli) |

|  |           |                   |
|  | Marcatori | 46’ (rig.) Artico |

| Arbitro: | Zanichelli (Genova) |

|                                |           |            |
| Rosso 3’ Buglio 25’ Artico 80’ | Marcatori | 20’ Guazzo |

| Arbitro: | Meli (Parma) |

|  |           |            |
|  | Marcatori | 86’ Buglio |

| Alessandria 30 novembre 2008, ore 14:30 CET 14ª giornata | Alessandria      | 0 – 0 referto | Pizzighettone | Stadio Giuseppe Moccagatta (2.000 spett.)\| Arbitro: \| Bolano (Livorno) \| |
| Arbitro:                                                 | Bolano (Livorno) |               |               |                                                                             |

| Arbitro: | Palazzino (Ciampino) |

|                            |           |                   |
| Lo Bosco 69’ Chiaretti 79’ | Marcatori | 87’ (rig.) Artico |

| Arbitro: | Perisan (Pordenone) |

|            |           |           |
| Artico 21’ | Marcatori | 45’ Baldo |

| Arbitro: | Barbiero (Vicenza) |

|  |           |                                  |
|  | Marcatori | 48’ Buglio 56’ Mateos 72’ Artico |

#### Girone di ritorno
| Alessandria 11 gennaio 2009, ore 14:30 CET 18ª giornata | Alessandria         | 0 – 0 referto | Carpenedolo | Stadio Giuseppe Moccagatta (1.700 spett.)\| Arbitro: \| Bietolini (Firenze) \| |
| Arbitro:                                                | Bietolini (Firenze) |               |             |                                                                                |

| Arbitro: | Donati (Ravenna) |

|            |           |  |
| Parisi 57’ | Marcatori |  |

| Arbitro: | Gambini (Roma) |

|                              |           |                         |
| Briano 10’ Artico 87’ (rig.) | Marcatori | 38’ Bonomi 46’ Marrazzo |

| Arbitro: | Tasso (La Spezia) |

|                    |           |                        |
| Panizza 15’ (rig.) | Marcatori | 59’ Ciancio 66’ Artico |

| Alessandria 15 febbraio 2009, ore 14:30 CET 22ª giornata | Alessandria                 | 0 – 0 referto | Itala San Marco | Stadio Giuseppe Moccagatta (1.800 spett.)\| Arbitro: \| Santonocito (Abbiategrasso) \| |
| Arbitro:                                                 | Santonocito (Abbiategrasso) |               |                 |                                                                                        |

| Arbitro: | Barbiero (Vicenza) |

|            |           |              |
| Mateos 17’ | Marcatori | 83’ Crocetti |

| Arbitro: | Di Paolo (Avezzano) |

|  |           |           |
|  | Marcatori | 48’ Rosso |

| Arbitro: | Tramontina (Udine) |

|              |           |           |
| Rodríguez 8’ | Marcatori | 55’ Dimas |

| Arbitro: | Ferraioli (Nocera Inferiore) |

|                |           |            |
| B. Carbone 84’ | Marcatori | 34’ Artico |

| Arbitro: | Pizzi (Saronno) |

|                |           |  |
| M. Belotti 63’ | Marcatori |  |

| Arbitro: | D'Iasio (Bari) |

|                                           |           |                                        |
| Rosso 1’, 29’, 37’, 48’ Artico 44’ (rig.) | Marcatori | 6’, 45’ R. Orlandi 36’, 40’ Sentinelli |

| Como 11 aprile 2009, ore 15:00 CEST 29ª giornata | Como               | 0 – 0 referto | Alessandria | Stadio Giuseppe Sinigaglia (2.111 spett.)\| Arbitro: \| Sguizzato (Verona) \| |
| Arbitro:                                         | Sguizzato (Verona) |               |             |                                                                               |

| Arbitro: | D'Alesio (Forlì) |

|            |           |  |
| Mateos 50’ | Marcatori |  |

| Arbitro: | Massa (Imperia) |

|            |           |                                     |
| Piccolo 9’ | Marcatori | 25’ Artico 30’ Rodríguez 74’ Buglio |

| Alessandria 3 maggio 2009, ore 15:00 CEST 32ª giornata | Alessandria   | 0 – 0 referto | Pro Vercelli | Stadio Giuseppe Moccagatta (2.300 spett.)\| Arbitro: \| Lupo (Matera) \| |
| Arbitro:                                               | Lupo (Matera) |               |              |                                                                          |

| Arbitro: | Borracci (San Benedetto del Tronto) |

|                |           |                      |
| F. Ferrari 67’ | Marcatori | 81’ Mateos 86’ Motta |

| Arbitro: | Baratta (Salerno) |

|                          |           |  |
| Schettino 23’ Buglio 62’ | Marcatori |  |

### Play-off

#### Semifinali
| Arbitro: | Carbone (Napoli) |

|            |           |  |
| Giglio 11’ | Marcatori |  |

| Arbitro: | G. Stefanini (Livorno) |

|            |           |  |
| Briano 52’ | Marcatori |  |

#### Finali
| Arbitro: | Massa (Imperia) |

|                    |           |            |
| Facchetti 25’, 57’ | Marcatori | 90’ Buelli |

| Arbitro: | Giancola (Vasto) |

|  |           |                               |
|  | Marcatori | 88’ P. Kalambay 90’ A. Fofana |

### Coppa Italia Lega Pro

#### Fase eliminatoria a gironi
| Arbitro: | Pizzi (Saronno) |

|  |           |            |
|  | Marcatori | 90’ Buglio |

| Arbitro: | Trentalange (Nichelino) |

|  |           |                |
|  | Marcatori | 90’ Fiumicelli |

| Arbitro: | Santonocito (Abbiategrasso) |

|                           |           |            |
| Carretto 45’ Fabbrini 81’ | Marcatori | 19’ Artico |

| 27 agosto 2008 4ª giornata |  | – Turno di riposo Alessandria |  |  |

| Arbitro: | Tasso (La Spezia) |

|                      |           |  |
| Buelli 32’ Bolla 48’ | Marcatori |  |

## Statistiche

### Statistiche di squadra
| Competizione               | Punti | In casa | In casa | In casa | In casa | In casa | In casa | In trasferta | In trasferta | In trasferta | In trasferta | In trasferta | In trasferta | Totale | Totale | Totale | Totale | Totale | Totale | DR  |
| Competizione               | Punti | G       | V       | N       | P       | Gf      | Gs      | G            | V            | N            | P            | Gf           | Gs           | G      | V      | N      | P      | Gf     | Gs     | DR  |
| -------------------------- | ----- | ------- | ------- | ------- | ------- | ------- | ------- | ------------ | ------------ | ------------ | ------------ | ------------ | ------------ | ------ | ------ | ------ | ------ | ------ | ------ | --- |
| Lega Pro Seconda Divisione | 61    | 17      | 6       | 11      | 0       | 21      | 13      | 17           | 9            | 5            | 3            | 21           | 12           | 34     | 15     | 16     | 3      | 42     | 25     | +17 |
| Play-off                   |       | 2       | 1       | 0       | 1       | 1       | 2       | 2            | 0            | 0            | 2            | 1            | 3            | 4      | 1      | 0      | 3      | 2      | 4      | -2  |
| Coppa Italia Lega Pro      |       | 2       | 1       | 0       | 1       | 2       | 1       | 2            | 1            | 0            | 1            | 2            | 2            | 4      | 2      | 0      | 2      | 4      | 3      | +1  |

### Statistiche dei giocatori
| Giocatore    | Lega Pro Seconda Divisione | Lega Pro Seconda Divisione | Lega Pro Seconda Divisione | Lega Pro Seconda Divisione | Coppa Italia Lega Pro | Coppa Italia Lega Pro | Coppa Italia Lega Pro | Coppa Italia Lega Pro | Play-off | Play-off | Play-off    | Play-off   | Totale   | Totale | Totale      | Totale     |
| Giocatore    | Presenze                   | Reti                       | Ammonizioni                | Espulsioni                 | Presenze              | Reti                  | Ammonizioni           | Espulsioni            | Presenze | Reti     | Ammonizioni | Espulsioni | Presenze | Reti   | Ammonizioni | Espulsioni |
| ------------ | -------------------------- | -------------------------- | -------------------------- | -------------------------- | --------------------- | --------------------- | --------------------- | --------------------- | -------- | -------- | ----------- | ---------- | -------- | ------ | ----------- | ---------- |
| F. Artico    | 28                         | 13                         | 6                          | 1                          | 4                     | 1                     | 0                     | 0                     | 4        | 0        | 0           | 0          | 36       | 14     | 6           | 1          |
| A. Bolla     | 18                         | 0                          | 4                          | 0                          | 1                     | 1                     | 0                     | 0                     | -        | -        | -           | -          | 19       | 1      | 4           | 0          |
| M. Briano    | 30                         | 0                          | 7                          | 1                          | 3                     | 0                     | 1                     | 0                     | 4        | 1        | 1           | 0          | 37       | 1      | 9           | 1          |
| D. Buelli    | 24                         | 1                          | 0                          | 0                          | 4                     | 1                     | 0                     | 0                     | 3        | 1        | 0           | 0          | 31       | 3      | 0           | 0          |
| A. Buglio    | 33                         | 6                          | 7                          | 0                          | 2                     | 1                     | 2                     | 0                     | 4        | 0        | 1           | 0          | 39       | 7      | 10          | 0          |
| V. Cammaroto | 28                         | 0                          | 8                          | 0                          | 3                     | 0                     | 2                     | 0                     | 4        | 0        | 1           | 0          | 35       | 0      | 11          | 0          |
| S. Ciancio   | 30                         | 1                          | 1                          | 0                          | 3                     | 0                     | 1                     | 0                     | 3        | 0        | 0           | 1          | 36       | 1      | 2           | 1          |
| A. Cicutti   | -                          | -                          | -                          | -                          | 1                     | 0                     | 0                     | 0                     | -        | -        | -           | -          | 1        | 0      | 0           | 0          |
| F. Cozza     | 29                         | 0                          | 8                          | 2                          | 4                     | 0                     | 2                     | 0                     | 4        | 0        | 1           | 1          | 37       | 0      | 11          | 3          |
| P. D'Aniello | 10                         | 0                          | 2                          | 0                          | -                     | -                     | -                     | -                     | 4        | 0        | 1           | 0          | 14       | 0      | 3           | 0          |
| Di Lorenzo   | -                          | -                          | -                          | -                          | 1                     | 0                     | 0                     | 0                     | -        | -        | -           | -          | 1        | 0      | 0           | 0          |
| Dutto        | -                          | -                          | -                          | -                          | 1                     | 0                     | 0                     | 0                     | -        | -        | -           | -          | 1        | 0      | 0           | 0          |
| D. Galli     | 1                          | 0                          | 1                          | 0                          | 2                     | 0                     | 0                     | 0                     | -        | -        | -           | -          | 3        | 0      | 1           | 0          |
| Giovio       | -                          | -                          | -                          | -                          | 1                     | 0                     | 0                     | 0                     | -        | -        | -           | -          | 1        | 0      | 0           | 0          |
| M. Longhi    | 22                         | 0                          | 2                          | 1                          | 3                     | 0                     | 0                     | 0                     | 1        | 0        | 0           | 0          | 26       | 0      | 2           | 1          |
| Marino       | -                          | -                          | -                          | -                          | 1                     | 0                     | 0                     | 0                     | 1        | 0        | 0           | 0          | 2        | 0      | 0           | 0          |
| M. Mateos    | 23                         | 4                          | 5                          | 0                          | -                     | -                     | -                     | -                     | 4        | 0        | 0           | 0          | 27       | 4      | 5           | 0          |
| A. Moretti   | 2                          | 0                          | 0                          | 0                          | -                     | -                     | -                     | -                     | -        | -        | -           | -          | 2        | 0      | 0           | 0          |
| G. Motta     | 26                         | 2                          | 6                          | 1                          | 4                     | 0                     | 1                     | 0                     | 3        | 0        | 0           | 0          | 33       | 2      | 7           | 1          |
| M. Pelatti   | 22                         | 0                          | 4                          | 1                          | 3                     | 0                     | 0                     | 0                     | 3        | 0        | 1           | 0          | 28       | 0      | 5           | 1          |
| Perazzolo    | -                          | -                          | -                          | -                          | 1                     | 0                     | 0                     | 0                     | -        | -        | -           | -          | 1        | 0      | 0           | 0          |
| S. Rodríguez | 10                         | 2                          | 6                          | 0                          | -                     | -                     | -                     | -                     | -        | -        | -           | -          | 10       | 2      | 6           | 0          |
| D. Rosso     | 33                         | 10                         | 3                          | 0                          | -                     | -                     | -                     | -                     | 4        | 0        | 0           | 0          | 37       | 10     | 3           | 0          |
| M. Scalise   | 5                          | 0                          | 1                          | 0                          | 4                     | 0                     | 0                     | 0                     | -        | -        | -           | -          | 9        | 0      | 1           | 0          |
| A. Schettino | 30                         | 1                          | 10                         | 1                          | 3                     | 0                     | 0                     | 0                     | 4        | 0        | 1           | 0          | 37       | 1      | 11          | 1          |
| A. Servili   | 34                         | -25                        | 2                          | 0                          | 3                     | -3                    | 0                     | 0                     | 4        | -5       | 0           | 0          | 41       | -33    | 2           | 0          |
| E. Volpara   | 7                          | 0                          | 1                          | 0                          | 3                     | 0                     | 1                     | 0                     | -        | -        | -           | -          | 10       | 0      | 2           | 0          |
| G. Zappella  | 20                         | 0                          | 2                          | 0                          | 1                     | 0                     | 0                     | 0                     | 2        | 0        | 0           | 0          | 23       | 0      | 2           | 0          |